# Heilgeiststraße 64 (Stralsund)

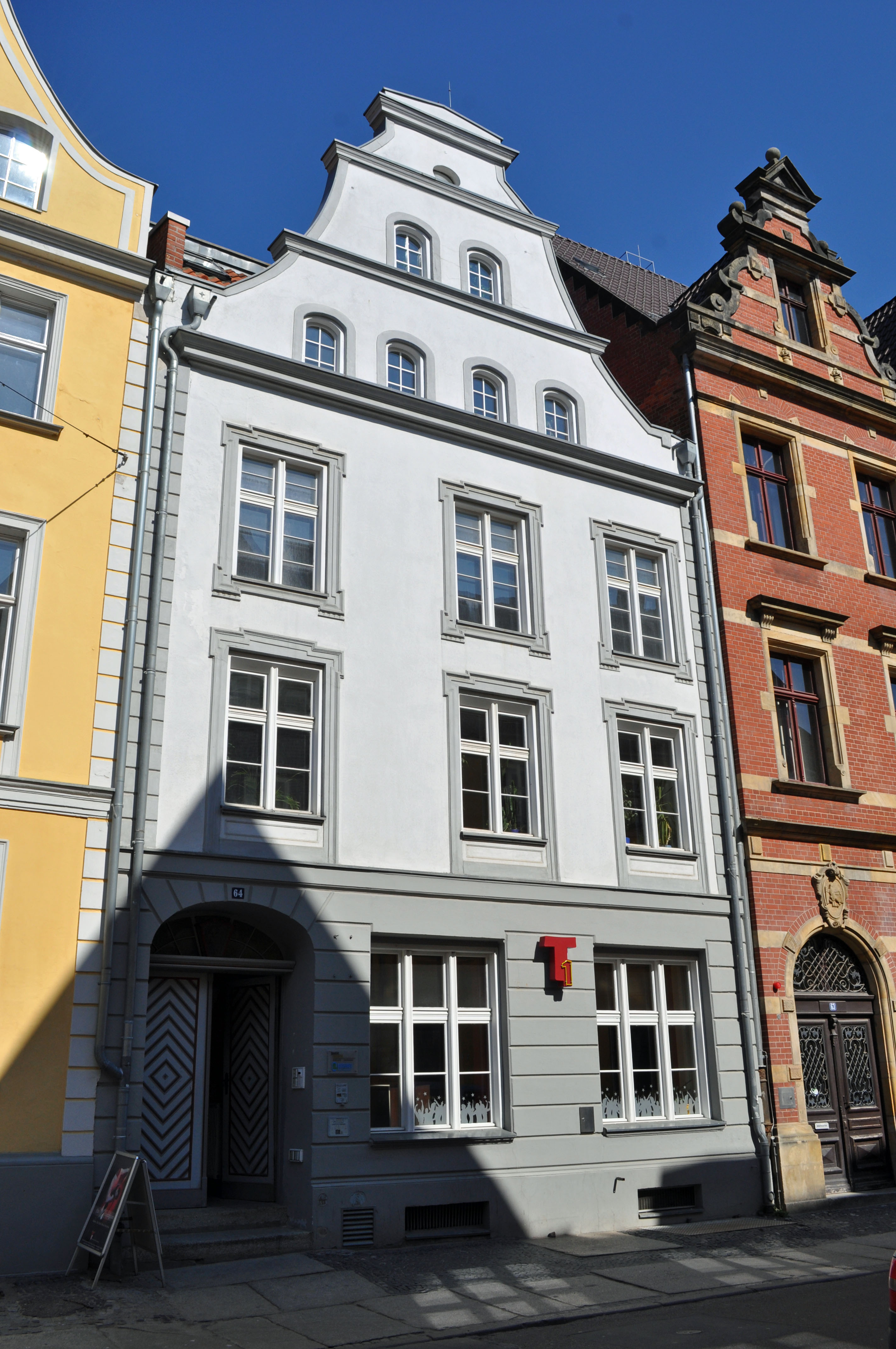
Das Haus Heilgeiststraße 64 in Stralsund (2012)

Das Gebäude mit der postalischen Adresse Heilgeiststraße 64 ist ein denkmalgeschütztes Bauwerk in der Heilgeiststraße in Stralsund.
Der dreigeschossige und dreiachsige giebelständige Putzbau wurde in der zweiten Hälfte des 18. Jahrhunderts errichtet, der Kern ist älter.
Die Fassade ist im Erdgeschoss durch eine Putzbänderung geprägt. Ein korbbogiges Portal ist in der linken, westlichen Achse eingefügt. Die zweiflügelige Haustür besitzt eine Rautengliederung. Die Fenster im Obergeschoss sind durch profilierte Faschen gerahmt. Ein dreigeschossiger Schweifgiebel über dem Hauptgesims krönt das Gebäude.
Das Haus liegt im Kerngebiet des von der UNESCO als Weltkulturerbe anerkannten Stadtgebietes des Kulturgutes „Historische Altstädte Stralsund und Wismar“. In die Liste der Baudenkmale in Stralsund ist es mit der Nr. 335 eingetragen.